# TUM Campus Heilbronn
Der TUM Campus Heilbronn gGmbH ist eine Lehr- und Forschungseinrichtung der Technischen Universität München (TUM) auf dem Bildungscampus in Heilbronn in Baden-Württemberg. Der Campus ist einer von fünf Außenstellen der TUM und der erste Standort der TUM in Deutschland außerhalb Bayerns. Finanziert wird der Campus von der Dieter-Schwarz-Stiftung aus Neckarsulm.

## Entstehungsgeschichte
Die Stiftungsvereinbarung zwischen der TUM und der Dieter-Schwarz-Stiftung zur Errichtung des Campus wurde im Februar 2018 geschlossen. Vorausgegangen waren Verhandlungen der Dieter-Schwarz-Stiftung mit mehreren Partnern zur Ansiedlung einer universitären Einrichtung am Standort Heilbronn, in denen sich die TU München erfolgreich durchsetzen konnte. Die Vereinbarung sieht die Einrichtung von 20 Professuren an der wirtschaftswissenschaftlichen Fakultät (TUM School of Management) der TU München vor; 13 Professuren sollen am Standort Heilbronn angesiedelt werden.
Der Umstand, dass mit der TU München eine staatliche Hochschule aus einem anderen Bundesland in Baden-Württemberg tätig wird, war im September 2017 auch Anlass für eine politische Diskussion des Vorgangs im zuständigen Fachausschuss des Landtags von Baden-Württemberg.
Zwischenzeitlich sind Rechtsgutachten aufgetaucht, die erhebliche Zweifel an der Rechtsmäßigkeit des Campus geäußert haben: Der Campus verstoße gegen die Prinzipien des Föderalismus, insofern die Hoheitsgewalt eines Bundeslandes auf das jeweils eigene Territorium beschränkt ist. Bei der konkreten Bewertung des Sachverhaltes, inwieweit die TU München am Campus Heilbronn hoheitlich handelt, kommen die beiden beteiligten Wissenschaftsministerien zu widersprüchlichen Einschätzungen.
- Anfangsphase: Begann mit 13 Professuren in der School of Management[7].
- Erweiterung: Der Campus beherbergt nun insgesamt 32 Professuren, darunter 10 zusätzliche Professuren mit Schwerpunkt auf Data Science und Künstlicher Intelligenz[8]. Einführung des “TUM Heilbronn Data Science Center” und des “Dieter Schwarz Fellowship”, um internationale Talente anzuziehen[9]. Die Erweiterung umfasste die Gründung der School of Computation, Information and Technology, wodurch das Forschungs- und Lehrspektrum auf Bereiche wie Data Science und Künstliche Intelligenz ausgeweitet wurde.

2021 wechselte Daniel Andreas Gottschald von der Geschäftsleitung TUM international (TUMint) in die Geschäftsleitung der TUM Campus Heilbronn gGmbH.

## Studienangebot
Der Lehrbetrieb startete zum Wintersemester 2018/19 mit den beiden Masterstudiengängen Management und Management & Innovation. Mittelfristig ist der Aufbau von 1000 Studienplätzen vorgesehen. So soll zum Wintersemester 2019/20 der Studiengang Management & Technology starten, der von der TU München am Innenstadt-Campus von München seit 2001 angeboten wird. An der von Heilbronn nicht weit entfernten Universität Stuttgart gibt es den Studiengang technisch orientierte Betriebswirtschaftslehre bereits seit 1974.
Im Zuge der weiteren Expansion wurde der Lehrbetrieb am TUM Campus Heilbronn zum Wintersemester 2021/22 mit dem Bachelorstudiengang Information Engineering (BIE) aufgenommen. Dieser Studiengang kombiniert Informatik, Management und Elektrotechnik, um Studierende auf die Planung und Implementierung vernetzter IT-Systeme vorzubereiten. Ergänzend dazu startete der Masterstudiengang Information Engineering (MIE) im Wintersemester 2024/25, der auf dem Bachelorprogramm aufbaut und die Fähigkeiten der Studierenden in Information Engineering vertieft. Beide Programme werden in englischer Sprache angeboten und zielen darauf ab, die Studierenden für die Herausforderungen des digitalen Zeitalters zu rüsten."

## Kritik
Die Finanzierung des TUM Campus Heilbronn durch die Dieter-Schwarz-Stiftung wird insbesondere aufgrund der Höhe der Zuwendung als kritisch gesehen. Mit der Einrichtung der Stiftungsprofessuren werden ein Drittel der Professuren an der TUM School of Management von einem Stifter finanziert, wodurch eine Einflussnahme auf Forschung und Lehre befürchtet wird.
Der Lidl-Milliardär Schwarz spendiert seiner Heimatstadt einen Campus der TU München samt Professoren – da fragt man in Heilbronn nicht weiter nach. Mag sich der Stuttgarter Unichef auch irritiert zeigen, dass die Verträge geheim bleiben: In Heilbronn vertraut man darauf, dass der Wohltäter mit den vielen Millionen schon keinen Einfluss auf Studieninhalte nehmen werde. Wie viele es genau sind, 200 oder 300, ist übrigens auch Geheimsache.
Zwei Staatsrechtler sehen durch den Präzedenzfall einer bayerischen Filiale in Baden-Württemberg sogar den Föderalismus im Bildungswesen ausgehebelt:
Nun werden auch noch Zweifel laut, ob die Rechtsgrundlage für den Ableger einer bayerischen Universität in Baden-Württemberg tragfähig ist [...] Tatsächlich scheinen die rechtlichen Fragen nicht ausreichend durchdacht zu sein. Darauf deuten auch die widersprüchlichen Auskünfte hin, welche staatlichen Aufgaben die Bayern in Heilbronn wahrnehmen. Bei aller Dankbarkeit gegenüber dem Gönner sollte der Landtag da noch einmal genauer hinschauen.